# Frančiškanski bratje Brezmadežne
Frančiškanski bratje Brezmadežne (latinsko Congregatio Fratrum Franciscanorum Immaculatae; skrajšano FFI ali FI) je verska družba (ali "institut"), ki sta jo leta 1970 ustanovila frančiškana konventualca Stefano Maria Manelli in Gabriel Maria Pellettieri. 1998 ga je cerkvenopravno potrdil papež Janez Pavel II.. Njihovo življenjsko vodilo je Regula Bullata svetega Frančiška Asiškega glede na Traccia Mariana.

## Razvejanost
1. FFI so moška veja frančiškanov Brezmadežne;
2. ženska veja so frančiškanke Brezmadežne.
3. Obstaja še tretja veja za laike, in sicer Frančiškanski tretjeredniki Brezmadežne.